# 雷纳尔狸藻
雷纳尔狸藻（學名：Utricularia raynalii）为狸藻屬一年生小型浮水生食虫植物。其种加词“raynalii”来源于法国巴黎植物标本馆的琼·雷纳尔（Jean Raynal），他最早在喀麦隆和卢旺达采集到了该物种。雷纳尔狸藻为非洲热带的特有种，存在于布基纳法索、喀麦隆、中非共和国、乍得、卢旺达、塞内加尔和苏丹。1986年，彼得·泰勒正式描述了雷纳尔狸藻。

## 外部連結
维基共享资源上的相關多媒體資源：雷纳尔狸藻
 維基物種上的相關：雷纳尔狸藻